# Sneads
Sneads é uma vila localizada no estado americano da Flórida, no condado de Jackson. Foi incorporada em 1894.

## Geografia
De acordo com o United States Census Bureau, a vila tem uma área de 12 km², onde 11,4 km² estão cobertos por terra e 0,6 km² por água.

### Localidades na vizinhança
O diagrama seguinte representa as localidades num raio de 32 km ao redor de Sneads.

## Demografia
Segundo o censo nacional de 2010, a sua população é de 1 849 habitantes e sua densidade populacional é de 161,9 hab/km². Possui 969 residências, que resulta em uma densidade de 84,8 residências/km².